# Jung Yeo-hee
Jung Yeo-hee – południowokoreańska zapaśniczka w stylu wolnym. Brązowa medalistka mistrzostw Azji w 2000 roku.